# Uğurcan Çakır
Uğurcan Çakır (Antalya, 5 april 1996) is een Turks voetballer die speelt als doelman. In juli 2015 debuteerde hij voor Trabzonspor. Çakır maakte in 2019 zijn debuut in het Turks voetbalelftal.

## Clubcarrière
Çakır speelde in de jeugd van Çekmeköyspor, Yamanspor en 1461 Trabzon, voor hij in de opleiding van Trabzonspor terechtkwam. Hier speelde hij zijn eerste professionele wedstrijd op 30 juli 2015, toen in de kwalificatiereeks voor de UEFA Europa League door een doelpunt van Blazhe Ilijoski met 1–0 verloren werd van Rabotnički Skopje. Çakır mocht in de basis beginnen en speelde het gehele duel mee. In januari 2016 werd de doelman voor een half seizoen op huurbasis gestald bij 1461 Trabzon. Na zijn terugkeer bij Trabzonspor hield Çakır twee seizoenen lang vooral de reservebank warm. Vanaf het seizoen 2018/19 kwam hij steeds vaker in actie. Aan het begin van het seizoen 2020/21 werd Çakır gekozen als nieuwe aanvoerder van Trabzonspor. In september 2022 werd zijn verbintenis opengebroken en verlengd tot medio 2027.

## Clubstatistieken
| Seizoen | Club           | Competitie | Competitie | Competitie | Beker | Beker | Internationaal | Internationaal | Totaal | Totaal |
| Seizoen | Club           | Competitie | Wed.       | Dlp.       | Wed.  | Dlp.  | Wed.           | Dlp.           | Wed.   | Dlp.   |
| ------- | -------------- | ---------- | ---------- | ---------- | ----- | ----- | -------------- | -------------- | ------ | ------ |
| 2015/16 | Trabzonspor    | Süper Lig  | 0          | 0          | 2     | 0     | 1              | 0              | 3      | 0      |
| 2015/16 | → 1461 Trabzon | 1. Lig     | 8          | 0          | 1     | 0     | —              | —              | 9      | 0      |
| 2016/17 | Trabzonspor    | Süper Lig  | 0          | 0          | 0     | 0     | —              | —              | 0      | 0      |
| 2017/18 | Trabzonspor    | Süper Lig  | 6          | 0          | 0     | 0     | —              | —              | 6      | 0      |
| 2018/19 | Trabzonspor    | Süper Lig  | 20         | 0          | 5     | 0     | —              | —              | 25     | 0      |
| 2019/20 | Trabzonspor    | Süper Lig  | 33         | 0          | 3     | 0     | 7              | 0              | 43     | 0      |
| 2020/21 | Trabzonspor    | Süper Lig  | 38         | 0          | 1     | 0     | —              | —              | 39     | 0      |
| 2021/22 | Trabzonspor    | Süper Lig  | 36         | 0          | 3     | 0     | 4              | 0              | 43     | 0      |
| 2022/23 | Trabzonspor    | Süper Lig  | 31         | 0          | 4     | 0     | 9              | 0              | 44     | 0      |
| 2023/24 | Trabzonspor    | Süper Lig  | 35         | 0          | 7     | 0     | —              | —              | 42     | 0      |
| 2024/25 | Trabzonspor    | Süper Lig  | 32         | 0          | 5     | 0     | 6              | 0              | 43     | 0      |
| 2025/26 | Trabzonspor    | Süper Lig  | 1          | 0          | 0     | 0     | —              | —              | 1      | 0      |
| Totaal  | Totaal         | Totaal     | 240        | 0          | 31    | 0     | 27             | 0              | 298    | 0      |

Bijgewerkt op 12 augustus 2025.

## Interlandcarrière
Çakır maakte zijn debuut in het Turks voetbalelftal op 30 mei 2019, toen een vriendschappelijke wedstrijd gespeeld werd tegen Griekenland. Na doelpunten van Cengiz Ünder en Kenan Karaman deed Griekenland in de blessuretijd van de tweede helft wat terug via Dimitris Kourbelis: 2–1. Çakır mocht van bondscoach Şenol Güneş in de basis beginnen en hij speelde het gehele duel mee. De andere Turkse debutanten dit duel waren Umut Meraş (Bursaspor), Güven Yalçın (Beşiktaş), Abdülkadir Ömür (eveneens Trabzonspor) en Nazım Sangaré (Antalyaspor).
Çakır werd in juni 2021 door Güneş opgeroepen voor de Turkse selectie op het uitgestelde EK 2020. Op het toernooi werd Turkije uitgeschakeld in de groepsfase, na nederlagen tegen Italië (0–3), Wales (0–2) en Zwitserland (3–1). Çakır stond tegen alle drie landen onder de lat. Zijn toenmalige teamgenoot Abdülkadir Ömür (eveneens Turkije) was ook actief op het EK.
In mei 2024 werd Çakır door bondscoach Vincenzo Montella opgenomen in de voorselectie van Turkije voor het EK 2024 in Duitsland. De maand erna maakte hij ook onderdeel uit van de definitieve selectie. Turkije overleefde de groepsfase na overwinningen op Georgië (3–1) en Tsjechië (1–2) en een nederlaag tegen Portugal (0–3). Hierna werd Oostenrijk met 1–2 verslagen, waarna Nederland in de kwartfinales met 2–1 te sterk was. Çakır kwam op het EK niet in actie. Zijn toenmalige clubgenoot Thomas Meunier (België) was ook actief op het toernooi.
| Interlands van Uğurcan Çakır voor Turkije | Interlands van Uğurcan Çakır voor Turkije | Interlands van Uğurcan Çakır voor Turkije | Interlands van Uğurcan Çakır voor Turkije | Interlands van Uğurcan Çakır voor Turkije | Interlands van Uğurcan Çakır voor Turkije |
| №                                         | Datum                                     | Wedstrijd                                 | Uitslag                                   | Competitie                                | Goals                                     |
| Als speler bij Trabzonspor                | Als speler bij Trabzonspor                | Als speler bij Trabzonspor                | Als speler bij Trabzonspor                | Als speler bij Trabzonspor                | Als speler bij Trabzonspor                |
| ----------------------------------------- | ----------------------------------------- | ----------------------------------------- | ----------------------------------------- | ----------------------------------------- | ----------------------------------------- |
| 1                                         | 30 mei 2019                               | Turkije – Griekenland                     | 2 – 1                                     | Vriendschappelijk                         |                                           |
| 2                                         | 17 november 2019                          | Andorra – Turkije                         | 0 – 2                                     | EK 2020 kwalificatie                      |                                           |
| 3                                         | 3 september 2020                          | Turkije – Hongarije                       | 0 – 1                                     | Nations League 2020/21                    |                                           |
| 4                                         | 11 november 2020                          | Turkije – Kroatië                         | 3 – 3                                     | Vriendschappelijk                         |                                           |
| 5                                         | 24 maart 2021                             | Turkije – Nederland                       | 4 – 2                                     | WK 2022 kwalificatie                      |                                           |
| 6                                         | 27 maart 2021                             | Noorwegen – Turkije                       | 0 – 3                                     | WK 2022 kwalificatie                      |                                           |
| 7                                         | 30 maart 2021                             | Turkije – Letland                         | 3 – 3                                     | WK 2022 kwalificatie                      |                                           |
| 8                                         | 3 juni 2021                               | Turkije – Moldavië                        | 2 – 0                                     | Vriendschappelijk                         |                                           |
| 9                                         | 11 juni 2021                              | Turkije – Italië                          | 0 – 3                                     | EK 2020                                   |                                           |
| 10                                        | 16 juni 2021                              | Turkije – Wales                           | 0 – 2                                     | EK 2020                                   |                                           |
| 11                                        | 20 juni 2021                              | Zwitserland – Turkije                     | 3 – 1                                     | EK 2020                                   |                                           |
| 12                                        | 4 september 2021                          | Gibraltar – Turkije                       | 0 – 3                                     | WK 2022 kwalificatie                      |                                           |
| 13                                        | 7 september 2021                          | Nederland – Turkije                       | 6 – 1                                     | WK 2022 kwalificatie                      |                                           |
| 14                                        | 8 oktober 2021                            | Turkije – Noorwegen                       | 1 – 1                                     | WK 2022 kwalificatie                      |                                           |
| 15                                        | 11 oktober 2021                           | Letland – Turkije                         | 1 – 2                                     | WK 2022 kwalificatie                      |                                           |
| 16                                        | 13 november 2021                          | Turkije – Gibraltar                       | 6 – 0                                     | WK 2022 kwalificatie                      |                                           |
| 17                                        | 16 november 2021                          | Montenegro – Turkije                      | 1 – 2                                     | WK 2022 kwalificatie                      |                                           |
| 18                                        | 24 maart 2022                             | Portugal – Turkije                        | 3 – 1                                     | WK 2022 kwalificatie                      |                                           |
| 19                                        | 4 juni 2022                               | Turkije – Faeröer                         | 4 – 0                                     | Nations League 2022/23                    |                                           |
| 20                                        | 11 juni 2022                              | Luxemburg – Turkije                       | 0 – 2                                     | Nations League 2022/23                    |                                           |
| 21                                        | 22 september 2022                         | Turkije – Luxemburg                       | 3 – 3                                     | Nations League 2022/23                    |                                           |
| 22                                        | 16 november 2022                          | Turkije – Schotland                       | 2 – 1                                     | Vriendschappelijk                         |                                           |
| 23                                        | 12 september 2023                         | Japan – Turkije                           | 4 – 2                                     | Vriendschappelijk                         |                                           |
| 24                                        | 12 oktober 2023                           | Kroatië – Turkije                         | 0 – 1                                     | EK 2024 kwalificatie                      |                                           |
| 25                                        | 15 oktober 2023                           | Turkije – Letland                         | 4 – 0                                     | EK 2024 kwalificatie                      |                                           |
| 26                                        | 21 november 2023                          | Wales – Turkije                           | 1 – 1                                     | EK 2024 kwalificatie                      |                                           |
| 27                                        | 26 maart 2024                             | Oostenrijk – Turkije                      | 6 – 1                                     | Vriendschappelijk                         |                                           |
| 28                                        | 11 oktober 2024                           | Turkije – Montenegro                      | 1 – 0                                     | Nations League 2024/25                    |                                           |
| 29                                        | 14 oktober 2024                           | IJsland – Turkije                         | 2 – 4                                     | Nations League 2024/25                    |                                           |
| 30                                        | 20 maart 2025                             | Turkije – Hongarije                       | 3 – 1                                     | Nations League 2024/25                    |                                           |
| 31                                        | 23 maart 2025                             | Hongarije – Turkije                       | 0 – 3                                     | Nations League 2024/25                    |                                           |

Bijgewerkt op 12 augustus 2025.

## Erelijst
| Süper Lig      | 1 | 2021/22    |
| Türkiye Kupası | 1 | 2019/20    |
| Süper Kupa     | 2 | 2020, 2022 |